# Eupithecia vitreotata
Eupithecia vitreotata là một loài bướm đêm trong họ Geometridae.